# Степановка (Александрийский район)
Степановка (укр. Степанівка) — село в Приютовской поселковой общине Александрийского района Кировоградской области Украины.
Население по переписи 2001 года составляло 191 человек. Почтовый индекс — 28053. Телефонный код — 5235. Код КОАТУУ — 3520380804.